# She Is Coming
She Is Coming – drugi minialbum amerykańskiej piosenkarki Miley Cyrus wydany 31 maja 2019 roku przez RCA Records. Jest to pierwszy z trzech zaplanowanych minialbumów, które finalnie miały stworzyć wspólnie siódmy album studyjny artystki pt. She Is Miley Cyrus. W celu promocji krążka 11 czerwca 2019 roku został wydany singel „Mother’s Daughter”.
She Is Coming zadebiutował dzięki łącznej sprzedaży 36 tysięcy egzemplarzy w ciągu pierwszego tygodnia od premiery na piątym miejscu notowania Billboard 200 w Stanach Zjednoczonych.

## Lista utworów
| Nr | Tytuł utworu          | Autorzy | Produkcja                | Długość |
| -- | --------------------- | --- | ------------------------ | ------- |
| 1. | „Mother’s Daughter”   | Miley Cyrus, Andrew Wyatt, Alma-Sofia Miettinen | Wyatt                    | 3:39    |
| 2. | „Unholy”              | Cyrus, Wyatt, Ilsey Juber, Jasper Sheff, John Cunningham | Cunningham, Sheff        | 2:10    |
| 3. | „D.R.E.A.M.”          | Cyrus, Cunningham, Juber, Clifford Smith, Corey Woods, David Porter, Dennis Coles, Gary Grice, Isaac Hayes, Jason Hunter, Lamont Hawkins, Robert Diggs, Russell Jones | Cunningham, RZA          | 2:48    |
| 4. | „Cattitude”           | Cyrus, Wyatt, Miettinen, Juber, RuPaul Andre Charles | Wyatt, King Henry        | 3:09    |
| 5. | „Party Up the Street” | Cyrus, Wyatt, Khalif Malik Ibn Shaman Brown, Asheton Hogan, Michael Williams II                                                                                       | Mike Will Made It, Pluss | 3:37    |
| 6. | „The Most”            | Cyrus, Juber, Mark Ronson, Jonny Price, Marcus Lomax, Stefan Johnson, Brandon Joyner Burton                                                                           | Ronson, BJ Burton        | 3:41    |
|    |                       | |                          | 19:04   |

## Notowania
| Lista przebojów (2019)              | Najwyższa pozycja |
| ----------------------------------- | ----------------- |
| Australia (ARIA Charts)             | 10                |
| Austria (Ö3 Austria Top 40)         | 21                |
| Belgia (Ultratop Flandria)          | 21                |
| Belgia (Ultratop Walonia)           | 35                |
| Czechy (ČNS IFPI)                   | 9                 |
| Dania (Hitlisten)                   | 12                |
| Finlandia (Suomen virallinen lista) | 11                |
| Francja (SNEP)                      | 85                |
| Hiszpania (PROMUSICAE)              | 32                |
| Irlandia (IRMA)                     | 19                |
| Kanada (Canadian Hot 100)           | 4                 |
| Niemcy (Media Control Charts)       | 74                |
| Norwegia (VG-Lista)                 | 4                 |
| Nowa Zelandia (Recorded Music NZ)   | 14                |
| Stany Zjednoczone (Billboard 200)   | 5                 |
| Szwajcaria (Alben Top 100)          | 27                |
| Szwecja (Sverigetopplistan)         | 17                |
| Wielka Brytania (OCC)               | 18                |
| Włochy (FIMI)                       | 44                |

## Certyfikaty i sprzedaż
| Kraj                         | Certyfikat  | Sprzedaż |
| ---------------------------- | ----------- | -------- |
| Brazylia (Pro-Música Brasil) | złota płyta | 20 000+  |
| Polska (ZPAV)                | złota płyta | 10 000+  |